# Grand-Camp, Seine-Maritime

Grand-Camp este o comună în departamentul Seine-Maritime, Franța. În 1 ianuarie 2022 avea o populație de 763 de locuitori.